# Шестёрка (группа композиторов)
Шестёрка (фр. Les Six) — название группы французских композиторов в конце 1910-х и в начале 1920-х годов в Париже. Идейными вдохновителями «Шестёрки» считаются композитор Эрик Сати и литератор Жан Кокто. Название объединения, предложенное в 1920 г. музыкальным критиком Анри Колле, закрепилось в истории музыки. Участники «Шестёрки» неоднократно заявляли об условности объединения, об отсутствии общих для всех участников группы идеологических и эстетических принципов. «Шестёрка» просуществовала около 5 лет и осуществила несколько совместных творческих проектов; с середины 1920-х гг. композиторы работали автономно.

## Состав «Шестёрки»
В группу входили Луи Дюрей (самый старший), Дариюс Мийо, Артюр Онеггер, Жорж Орик (самый молодой), Франсис Пуленк и Жермен Тайфер. Название группе Колле дал по аналогии с «пятёркой» (фр. Les cinq), как во Франции было принято называть композиторов Могучей кучки: статья Колле называлась «Русская пятёрка, французская шестёрка и господин Сати» (фр. Les cinq russes, les six français et M. Satie).
Смысл аналогии был в том, что композиторы Шестёрки, как и русские композиторы полувеком раньше, заявляли о своём намерении отстаивать национальную специфику музыкального языка против иностранных влияний — в данном случае, против позднего вагнерианства и шёнберговской атональности. Разных по творческим установкам композиторов объединяли стремление к новизне и одновременно к простоте, а также воинствующее неприятие музыкального импрессионизма.

В своём отвращении ко всяким туманностям: расплывчатостям, прикрасам, убранствам, к современным трюкам, часто увеличенным техникой, тончайшие средства которой прекрасно знал, Сати сознательно от всего отказывался, чтобы иметь возможность как бы резать из цельного куска дерева, оставаться простым, чистым и ясным.
—  Анри Колле, «Пять русских, шесть французов и Эрик Сати», 16 января 1920

## История создания
Композитор Эрик Сати не без оснований считался старшим товарищем и идейным вдохновителем Шестёрки, и ранее, в 1918 г., именно Сати намеревался создать под своим руководством группу композиторов, которая должна была называться «Новые молодые» (фр. Les Nouveaux Jeunes). Так, ещё в июне 1917 года (почти за четыре года до манифеста «Шестёрки») под эгидой Эрика Сати в Париже состоялся совместный концерт, включавший в себя сюиту из балета «Парад» (Сати), фортепианное трио Жоржа Орика и «Колокола» Луи Дюрея. В разных комбинациях имён и сочинений такие концерты происходили регулярно. Однако затем разнообразные личные обстоятельства и конфликты этому помешали, и роль идейного вдохновителя молодых композиторов перешла к Жану Кокто, который, по мнению некоторых специалистов, и инспирировал статью Колле. При этом практически все члены группы «Шести» неоднократно в своей жизни заявляли о некоторой условности этого объединения, сделанного в чисто рекламных, газетных целях. Так, «по чистой случайности» в группу не были «посчитаны» Жак Ибер, Жан Винер и Ролан-Манюэль.

## Отношение участников
Вот что спустя тридцать лет (в 1949 году) писал об этом один из основных участников «Шестёрки», Дариус Мийо:

…Анри Колле совершенно произвольно выбрал шесть имён: Орика, Дюрея, Онеггера, Пуленка, Тайефер и моё собственное, просто потому, что мы знали друг друга, были добрыми товарищами и фигурировали в одних и тех же концертных программах, — не подумав о том, что у нас совершенно разные темпераменты и никакого сходства в натурах! Если Орик и Пуленк в целом разделяли идеи Кокто, то Онеггер тяготел к немецкому романтизму, а я — к средиземноморской лирике. Я решительно отвергал всякую общность эстетических теорий и рассматривал их как ограничение, как неразумные путы, тормоз, сковывающий воображение художника, который должен находить для каждого своего нового произведения свои (и подчас даже противоположные) средства выражения. Однако, дело было сделано и сопротивляться стало бесполезно! Статья Колле получила настолько широкую известность, что группа «Шести» была создана и я входил в неё вне зависимости от того, хотел я этого или нет. А так как это уже состоялось, мы и решили давать «Концерты Шестёрки»…
—  Milhaud D. "Notes sans Musique"
Совершенно в том же духе высказывал своё мнение и другой яркий участник группы, Франсис Пуленк:

Ещё несколько слов о «Шестёрке»… Эта группа при своём возникновении во время войны не имела никаких иных целей, кроме чисто дружеского, а совсем не идейного объединения. Потом, понемногу, у нас сложились также и общие идеи, крепко связавшие нас, такие, как, например — неприятие всего расплывчатого (антиимпрессионизм), возврат к мелодии и контрапункту, к чёткости, простоте и так далее…
— Poulenc Fr. "Entretiens avec Claude Rostand"
Но решительнее и раньше всех формулирует своё отношение к «общим принципам» и идеологии «Шестёрки» самый независимый и самостоятельный из её участников, Артюр Онеггер. Он всегда стоял несколько особняком от своих приятелей по «Шестёрке» как по творческой манере, так и по своему характеру, а его личные отношения с Эриком Сати отличались подчёркнутой отстранённостью и дистанцией. Ещё в 1924 году он высказал в своей статье, отвечающей на рецензию в «The Times» всего несколько слов, полностью отражающий его отношение к группе, участником которой он сам являлся:

…наша группа — это ассоциация не единомышленников, а друзей, так что «Петух и Арлекин» Кокто никогда не был нашим общим знаменем. У нас не было и нет никакой единой эстетики!

## Эстетические предпочтения
На первых порах из всей музыки старшего поколения члены «Шестёрки» признают для себя ценным творческое наследие всего двух композиторов — Игоря Стравинского, которого они называют не иначе, как «Царь Игорь» или «Великий Игорь») и Эрика Сати, с которым у большинства из них сложились свои особые, часто очень сложные и даже конфликтные отношения. Сати называют «аркейским мудрецом» или «ехидным учителем». Сначала его «сюрреалистический балет» «Парад» (1917), в сопровождении исторической программной статьи Гийома Аполлинера «Новый дух» — это хлёсткий манифест примитивизма, вызвавший грандиозный скандал, а затем кантата «Сократ» (1918), один из первых образцов неоклассицизма, два этих произведения в целом определили спектр направлений творчества членов «Шестёрки». Ещё одним из ярких увлечений, повлиявших на молодых композиторов группы, стал американский джаз, проникший во Францию после 1918 года (единственным из «Шестёрки», кто избежал этого влияния — был Дюрей).

Поскольку Шестёрка чувствовала себя свободной от своей доктрины и была исполнена восторженного почитания к тем, против кого выставляла себя в качестве эстетического противника, то и никакой группы она не составляла. Ведь у всякой группы помимо её желания есть некая общая тенденция: у нас она заключалась в переходах от барабана к флейте и от флейты к барабану, в восстановлении авангардной роли чисто французских черт в музыке. «Весна священная» произросла мощным деревом, оттесняя наш кустарник, и мы собирались было признать себя побеждёнными, как вдруг Стравинский вскоре сам присоединился к нашему кругу приёмов и необъяснимым образом в его произведениях даже чувствовалось влияние Эрика Сати.
— Жан Кокто, «к юбилейному концерту Шестёрки в 1953 году»
Однако на протяжении почти десятка лет Жан Кокто, фактически независимо от членов «Шестёрки» продолжал активно продуцировать идеологию этой наполовину воображаемой группы. Почти дословно повторяя легендарный тезис Сати об утилитарном значении музыки, которая «…должна быть незаметной, как обои, и удобной, как мебель в комнате», Кокто восклицает: «Музыка не всегда бывает гондолой…, иногда она должна становиться стулом». И это не просто эпатаж, но идеологический тезис, согласно которому музыка должна опуститься до повседневности в противовес выспренному и возвышенному отношению старшего поколения к назначению искусства. «Нам нужен музыкальный хлеб!» — требует Кокто. И Дариус Мийо в своих «Этюдах» почти дословно повторяет его слова: «Хлеба вместо ананасов!», словно напрямую отвечая изысканным откровениям Игоря Северянина.

## Деятельность группы «Шести»
Совместные акции «Шестёрки» были немногочисленны. В 1921 г. они опубликовали «Альбом Шестёрки» (фр. L'Album des six) — сборник из шести пьес для фортепиано соло, включавший произведения всех шести композиторов. В том же году пять композиторов из шести (кроме уехавшего в тот момент из Парижа Дюрея) написали музыку балета «Новобрачные на Эйфелевой башне» (фр. Les Mariés de la Tour Eiffel) по либретто Кокто: по две части написали Орик (в том числе увертюру), Тайфер и Пуленк, три — Мийо, одну (Траурный марш) — Онеггер. Балет был поставлен в Театре Елисейских полей труппой «Ballets suédois» 18 июня 1921; текст читали Жан Кокто и Пьер Бертен.
В дальнейшем авторы Шестёрки работали индивидуально и встретились все вместе только спустя тридцать лет.